# Trichostomum trachyneuron
Trichostomum trachyneuron là một loài Rêu trong họ Pottiaceae. Loài này được (Kindb.) Paris miêu tả khoa học đầu tiên năm 1898.